# Йохан II фон Баден
Йохан II фон Баден (на немски: Johann von Baden, * 1434, замък Хоенбаден; † 9 февруари 1503, Еренбрайтщайн) от род Церинги, е титулуван маркграф на Баден и от 1456 до смъртта си 1503 г. архиепископ и курфюрст на Трир.

## Живот
Той е третият син на маркграф Якоб I фон Баден (1407 – 1453) и съпругата му Катарина Лотарингска, втората дъщеря на херцог Карл II от Горна Лотарингия (1364 – 1431) от фамилията Дом Шатеноа и съпругата му Маргарете от Пфалц (1376 – 1434), дъщеря на крал Рупрехт от род Вителсбахи и на Елизабет от Хоенцолерн. Брат е на Карл I (1427 – 1475), Бернхард II (1428 – 1458), Георг (1433 – 1484), и на епископа на Лиеж Маркус (1434 – 1478).
С по-малките си братя Георг и Маркус той следва теология от 1452 до 1456 г. в Ерфурт, Павия и Кьолн. На 21 юни 1456 г. Йохан фон Баден на 22 години е избран за архиепископ на Трир като „Йохан II фон Баден“. През 1459 г. през конфликта за стола за архиепископ на Майнц той заедно с братята си е на страната на епископ Адолф II фон Насау.
След почти 47-годишна служба Йохан II умира през 1503 г. и е погребан в катедралата на Трир в красив гроб, построен още приживе.